# Západní provincie (Uganda)
Západní provincie (anglicky Western province) byla v letech 1976-1989 jednou z deseti provincií Ugandy. Provincie vznikla ze severní a střední části dosavadní Západní oblasti, a její území zahrnovalo zrušená království Buňoro-Kitara a Tóro. Centrem provincie bylo město Fort Portal. Na západě provincie sousedila se Zairem (dnešní Demokratická republika Kongo), na severozápadě s provincií Nil, na severu a severovýchodě se Severní provincií, na východě pak s provincií Severní Buganda, a na jihu s Jižní provincií. Roku 1989 byla provincie zrušena a její území znovu začleněno do obnovené Západní oblasti.